# D+Sect
D+Sect es el cuarto álbum de la banda japonesa Moi dix Mois lanzado el 15 de diciembre de 2010. Alcanzó el número # 113 en el Oricon Style Albums Weekly Chart y se mantuvo en las listas durante una semana.

## Lista de canciones
Todas las canciones escritas y compuestas por Mana. 
| N.º   | Título                        | Duración |  |
| 1.    | «In Paradisum (SE)»           | 0:54     |  |
| 2.    | «The Seventh Veil»            | 4:49     |  |
| 3.    | «Witchcraft»                  | 3:46     |  |
| 4.    | «The Sect»                    | 5:26     |  |
| 5.    | «Divine Place»                | 5:52     |  |
| 6.    | «Pendulum»                    | 5:08     |  |
| 7.    | «The Pact of Silence (SE)»    | 2:06     |  |
| 8.    | «Ange 〜 D side holy wings ~» | 3:57     |  |
| 9.    | «Agnus Dei»                   | 3:03     |  |
| 10.   | «Sanctum Regnum»              | 3:10     |  |
| 11.   | «Dead Scape»                  | 5:02     |  |
| 12.   | «Dies Irae»                   | 4:12     |  |
| 13.   | «Baptisma (SE)»               | 0:58     |  |
| 48:36 |                               |          |  |